# Jomala
Jomala (fiń. Juomala) – gmina na Wyspach Alandzkich (autonomiczna część Finlandii). Według danych szacunkowych na rok 2016 liczy 4757 mieszkańców.

## Demografia
- Wykres liczby ludności Jomala na przestrzeni ostatnich stu lat[1].